# Pè a Corsica
Pè a Corsica (en cors 'Per Còrsega') és un partit polític nacionalista cors de França, que reclama més autonomia per Còrsega. De fet, es tracta d'una coalició (liderada per l'autonomista Gilles Simeoni) dels dos partits nacionalistes corsos actius a l'illa; és a dir, l'autonomisme moderat Femu a Corsica i el nítidament independentista Corsica Libera (que van obtenir un 17,62% i un 7,73% dels vots en la primera volta de les eleccions regionals de França de 2015, respectivament). L'aliança es va renovar per les eleccions territorials de 2017.